# Stoa Ateńczyków

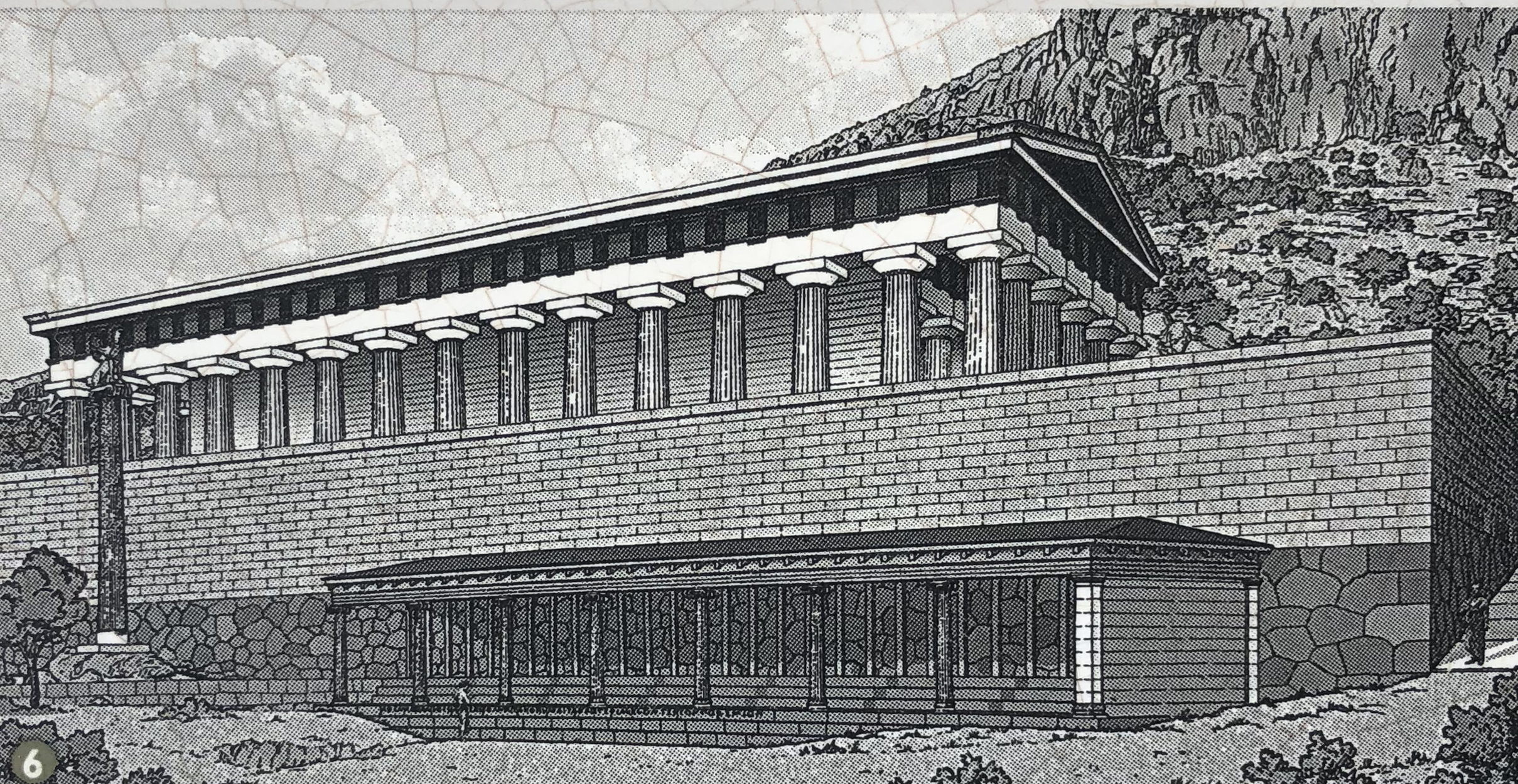
Stoa Ateńczyków – rekonstrukcja według D. Laroche’a

Stoa Ateńczyków – starożytny portyk na terenie sanktuarium Apollina w Delfach ufundowany przez Ateńczyków po wojnie perskiej; do dziś zachowały się jego pozostałości.

## Historia
Stoa została wzniesiona w 478 roku p.n.e. w ramach programu Peryklesa (ok. 495–429 p.n.e.) . Upamiętniała zniszczenie przez Ateńczyków mostu pontonowego przerzuconego przez Hellespont przez Kserksesa I (ok. 518–465 p.n.e.) podczas II wojny perskiej . Na najwyższym stopniu portyku widnieje inskrypcja opisująca poświęcenie budowli oraz lin mostu i figur ze statków perskich . Stoa była używana do przechowywania łupów wojennych, zdobytych przez Ateńczyków po zwycięstwach morskich nad Persami, m.in. w bitwie pod Mykale (479 p.n.e.) czy w bitwie pod Salaminą cypryjską (450 p.n.e.) .
Stoa została odkryta przez francuskiego badacza Bernarda Haussoulliera (1852–1926) podczas prac archeologicznych prowadzonych przez École française d’Athènes pod koniec XIX wieku.  

## Architektura
Stoa została wzniesiona w centralnej części sanktuarium, pod Świątynią Apollina – jej tylną ścianę stanowi mur tarasu świątynnego . Była to jedna nawa z kolumnadą w porządku jońskim otwarta na południowy wschód . Według Muzeum Archeologicznego w Delfach budowla miała 26,5 m długości i 3,10 m szerokości .
Dach, prawdopodobnie drewniany, podtrzymywało z przodu siedem kolumn z marmuru pentelickiego zdobionych kanelurami, ustawionych na cokołach z marmuru paryjskiego . Kolumny miały 3,31 m wysokości . Między kolumnami zachowano duże odstępy, tak by do środka dostawało się wystarczająco dużo światła . Z tyłu, wzdłuż ściany tarasu świątynnego rozlokowano półkolumny . Wewnątrz znajdowało się kamienne podium, na którym wystawiano dary wotywne .
Do dziś zachowała się dolna część budynku oraz odrestaurowana kolumnada .